# Lager Kaulsdorfer Straße 90

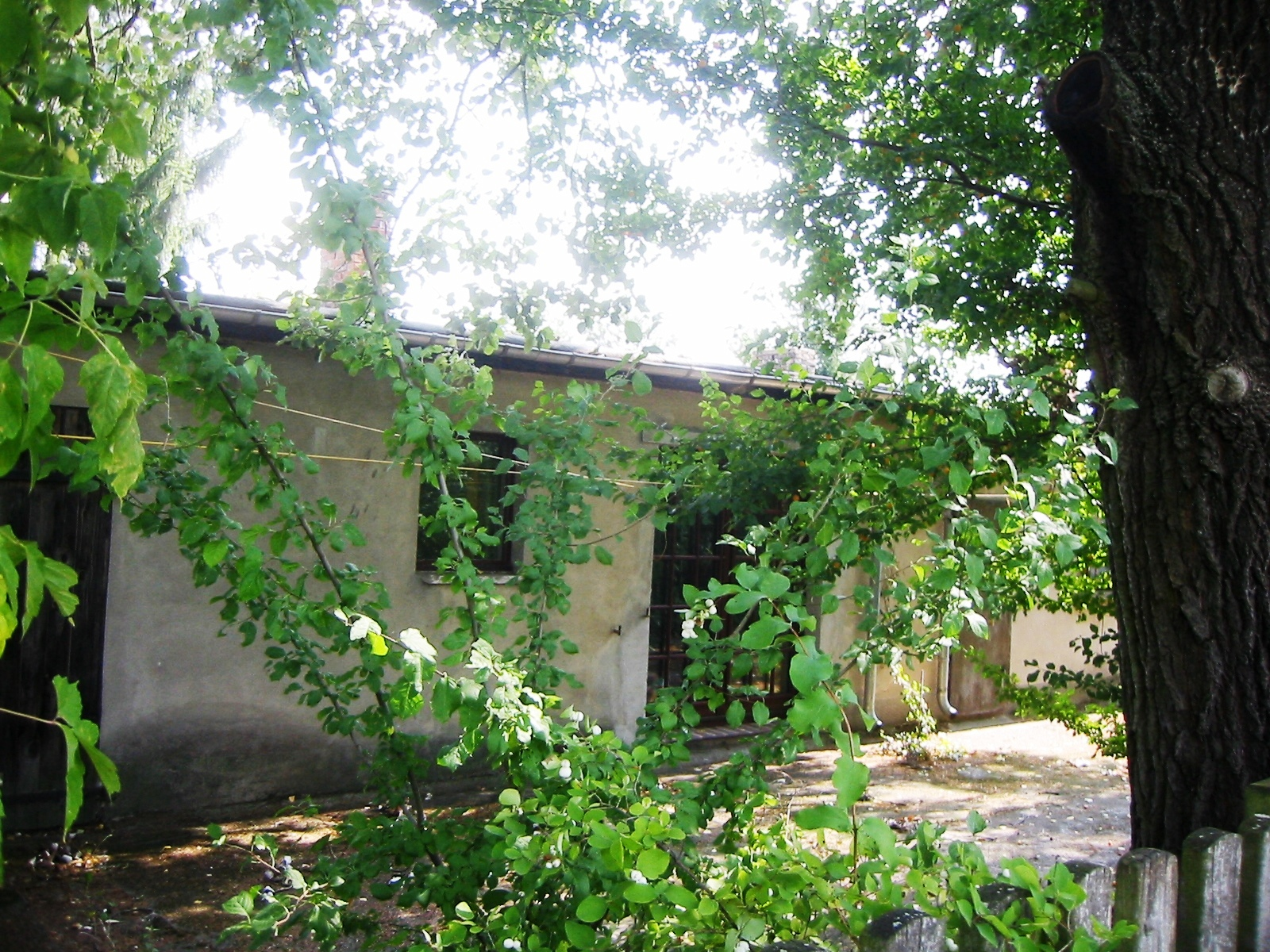
Denkmalgeschützte Baracke 92B des ehemaligen Zwangsarbeiterlagers

Das Lager Kaulsdorfer Straße 90 war zur Zeit des Nationalsozialismus das größte von mindestens 30 Zwangsarbeiterlagern in Kaulsdorf Süd, heute Bezirk Marzahn-Hellersdorf in Berlin.

## Geschichte
Das Lager entstand auf einem Werksgelände des jüdischen Unternehmers Felix Walter. Er fiel unter die Arisierungsstrategie der Nationalsozialisten und konnte ab Dezember 1938 nur noch mit Genehmigung der örtlichen Behörden über sein Eigentum verfügen. Walter protestierte gegen die Repressalien; von ihm ist im August 1939 die Aussage überliefert: „Ich bin stolz, ein Jude zu sein“. Er geriet weiter unter Druck, bis schließlich am 23. Februar 1942 sein Besitz zwangsenteignet wurde. Walter, der in einer Mischehe lebte, verstarb am 12. November 1945 in Erkner.

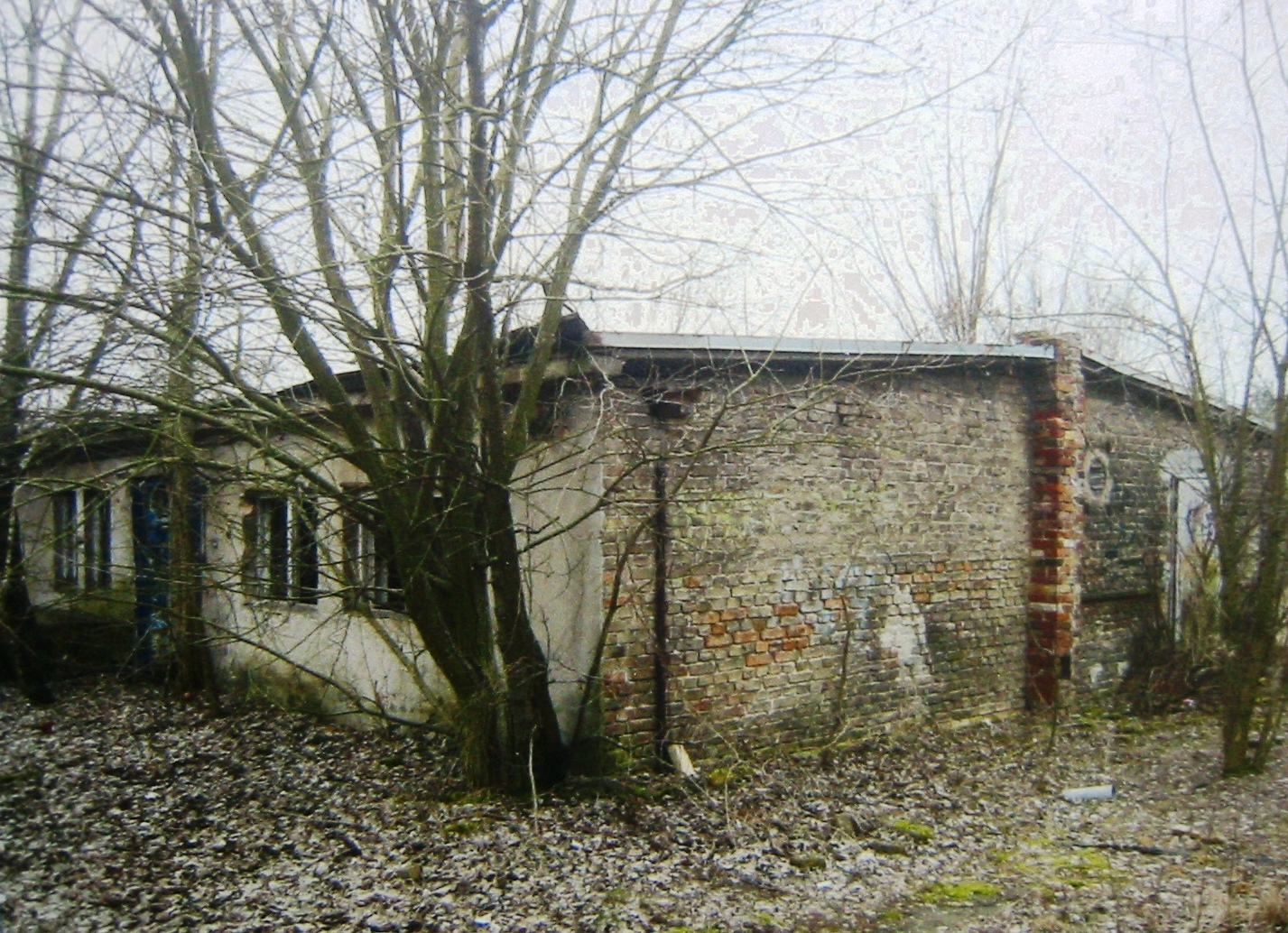
Unterkunftsbaracke 84A im ehemaligen Lager

Da die Deutsche Reichsbahn Bedarf an weiteren Eisenbahnlinien hatte, begannen auf dem Grundstück ab 1939 die Bauarbeiten für ein Wirtschaftsgebäude, zwei Funktionsbaracken und elf Unterkunftsbaracken. Geplant war, dort deutsche Arbeiter unterzubringen. Dazu kam es jedoch nicht, da die Bahn das Gelände Anfang 1940 an das SS-Amt Volksdeutsche Mittelstelle übergeben musste. Das Amt legte fest, dass Wolhyniendeutsche dort einziehen sollten, die unter der Parole Heim ins Reich den sowjetischen Teil Wolhyniens verlassen hatten. Von Januar bis August 1940 lebten bis zu 1.600 Menschen im Lager. Über ihren weiteren Verbleib ist bislang nichts bekannt. Zur Räumung kam es, nachdem die Deutsche Reichsbahn das Gelände für eigene Zwecke nutzen wollte. Im Oktober 1940 vermietete die Bahn das Grundstück an den Generalbauinspektor für die Reichshauptstadt (GBI). Unter der Leitung von Albert Speer wurde das Lager umgebaut. Es entstanden drei Wachtürme und das Gelände wurde mit Stacheldraht eingezäunt. Kurz darauf waren bereits 1.600, in Spitzenzeiten bis zu 2.000 französische Kriegsgefangene inhaftiert. Sie wurden gezwungen, für die GBI oder andere Berliner Unternehmen zu arbeiten. Im April 1942 endete die Nutzung und die verbliebenen Gefangenen wurden nach Britz verlegt. Die Reichsbahndirektion Berlin übernahm am 30. April 1942 das Lager und brachte dort vorzugsweise Russen und Ukrainer unter. Ende 1942/Anfang 1943 waren 1.542 Insassen inhaftiert, die unter mangelhaften Bedingungen litten. Sie wurden zur Arbeit im Reichsbahnausbesserungswerk in der Warschauer Straße gezwungen. Löhne wurden, wenn überhaupt, nur in geringem Umfang bezahlt.
Am Ende des Zweiten Weltkriegs wurden die Holzbaracken bei Luftangriffen fast vollständig zerstört. Die Rote Armee befreite die verbliebenen Insassen am 23. April 1945. Nachdem sich nach Kriegsende auf dem Gelände zunächst viele Zwangsarbeiter gesammelt hatten, war das Lager im September 1945 leer. Die Baracken dienten in den folgenden Jahrzehnten als notdürftig hergerichteter Wohn- oder Gewerberaum und wurden in dieser Zeit nach und nach durch Backsteinbauten ersetzt. Vier von ihnen wurden 2012 abgerissen. Das verbliebene Gebäude mit der Bezeichnung 92B steht heute unter Denkmalschutz.

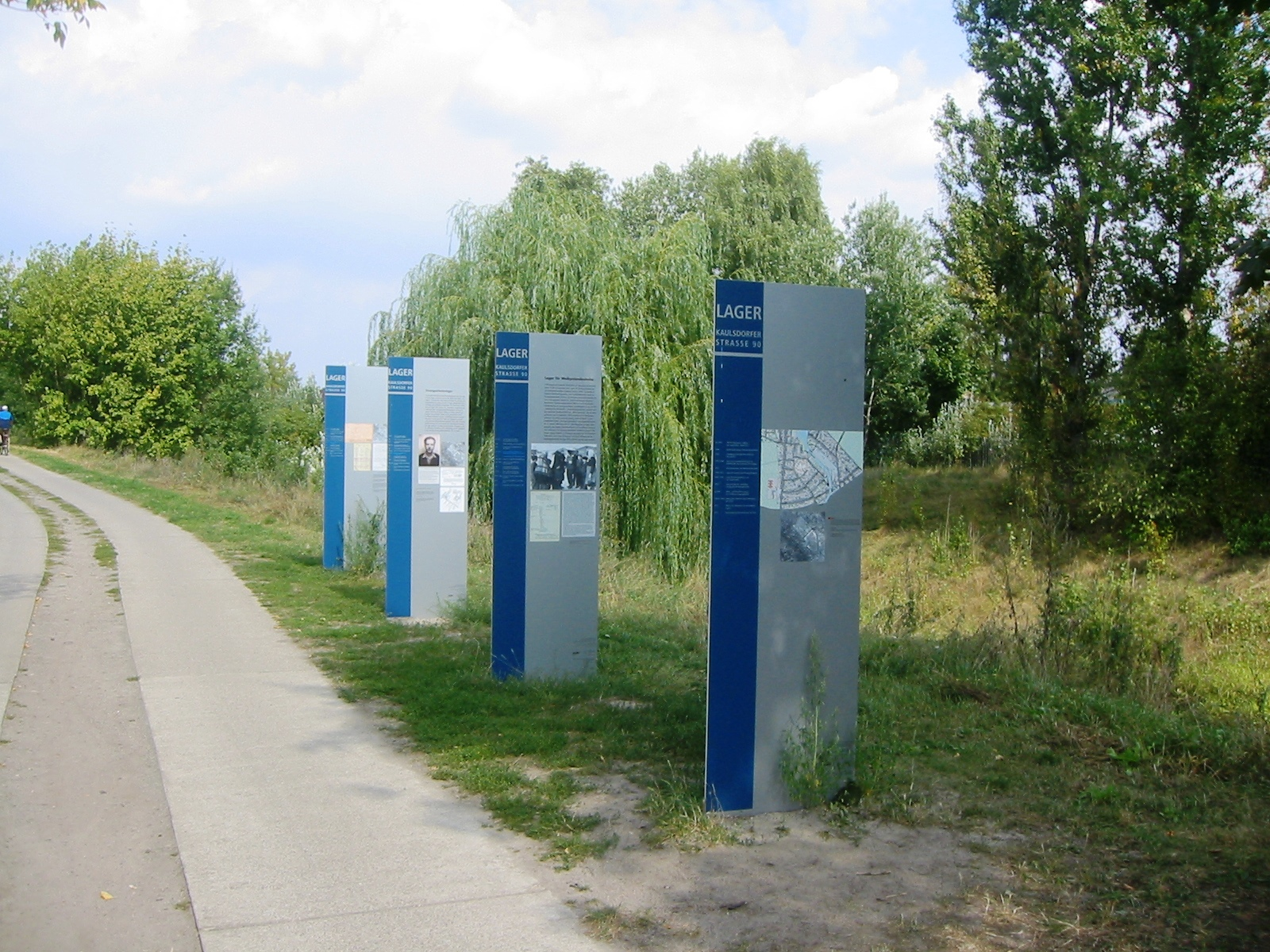
Informationsstelen

Erst im 21. Jahrhundert besannen sich Historiker auf das Lager und sorgten dafür, dass bauliche Reste erhalten bleiben. Zum Gedenken an die Geschichte wurden Stelen auf dem gegenüberliegenden Ufer der Wuhle aufgestellt. 